# قصص لجابر (مسلسل)
قصص لجابر هو مسلسل عراقي يتكون المسلسل من 20 حلقة تم عرضه في 21 أغسطس 2020. 

## قصة المسلسل
قصص لجابر هو مسلسل عراقي عرض في شهر رمضان عام 2021 ويتكون المسلسل من 20 حلقة ومدة عرض القصة لم يتجاوز ال 15 دقيقة.وهو عبارة عن مجموعة من القصص مقتبسة من قصص واقعية لابطال استشهدوا ضمن عمليات عسكرية ضد الإرهاب والتنظيمات الارهابية وتم نقله عبر قناة الفرات الفضائية.

## طاقم العمل

### الممثلين
- آلاء حسين
- عواطف السلمان
- سامي قفطان
- حسن هادي
- أسعد عبد المجيد
- تحسين داحس
- ليث برغش
- مسار الحجامي
- عامر نافع
- سيف حبيب
- بيداء رشيد
- سلوى الخياط
- محمد سمير
- مصطفى الصغير

### إخراج
- مصطفى الكرخي. (مخرج)
- مهند حيال. (مخرج) لحلقتين فقط .
- حسين الكعبي. (مخرج منفذ)
- باقر سمير.   (مساعد مخرج أول)
- لؤي فاضل.   (مساعد مخرج راكور)

### تصوير
- مهند السوداني.   (مدير التصوير)
- محمد علي الخفاجي.   (إدارة التصوير)
- عباس الحاج علي.   (مساعد مصور أول)
- شرف الدين هشام.   (مساعد مصور ثاني)

### مونتاج
- علي رحيم.   (مونتاج)
- احمد علاء.   (مونتاج)
- حسين الوردي.   (تصحيح الالوان)
- مصطفى الكرخي. (Color Grading)

### إنتاج
- حلم سومري للإنتاج الفني.   (منتج تنفيذي)
- عباس فاضل.   (مدير الإنتاج)
- علي رحيم.   (المنتج التنفيذي)
- مرتضى بهلول.   (مدير فني)

### صوت
- محمد كاظم. (صوت)
- علي المالكي.   (تصميم الصوت)

### أدوار متعددة
- مصطفى الركابي   (ورشة الكتابة)
- محمد خالد.   (الاشراف الفني)
- مصطفى الكرخي.   (كرافيك ومؤثرات بصرية)
- محمد خالد.   (الديكور)
- أحمد الشواك.   (توزيع والحان التايتل)
- منال العراقية.   (ماكيير)